# Elifiusz
Elifiusz – imię męskie, którego patronem jest św. Elifiusz z Kolonii (IV wiek), mający działać w Wogezach. 
Elifiusz imieniny obchodzi 16 października. 